# Code Red (Primal Fear)
Code Red è il quattordicesimo album in studio del gruppo musicale tedesco heavy/power metal Primal Fear, nonché primo disco pubblicato per l'etichetta Atomic Fire e distribuito dal 1º settembre 2023.

## Tracce
1. Another Hero – 5:06
2. Bring that Noise – 4:50
3. Deep in the Night – 5:57
4. Cancel Culture – 6:49
5. Play a Song – 4:16
6. The World Is on Fire – 5:02
7. Their Gods Have Failed – 7:24
8. Steelmelter – 4:27
9. Raged by Pain – 3:23
10. Forever – 5:13
11. Fearless – 5:30

## Formazione
- Ralf Scheepers - voce
- Magnus Karlsson - chitarra
- Tom Naumann - chitarra
- Alex Beyrodt - chitarra
- Mat Sinner - basso, cori
- Michael Ehré - batteria